# Mané Galinha
Manoel Machado Rocha, más conocido como Mané Galinha (Río de Janeiro, 12 de mayo de 1952 - Río de Janeiro, 30 de septiembre de 1979) fue un criminal brasileño que dominó parte del entonces subciudad Ciudad de Dios (que se convertiría en una favela) en la ciudad de Río de Janeiro a fines de la década de 1970.
Se hizo más conocido en 2002 cuando fue retratado en la película Ciudad de Dios, que lo muestra luchando contra otro criminal Zé Pequeño, su enemigo declarado. Aunque en la película Mané Galinha está inspirada en el bandido real, fue retratada de una manera semi-ficticia.

## Biografía
Mané Galinha, comenzó su carrera criminal como ladrón, como menor arrestado en numerosas ocasiones. Se unió al ejército brasileño a la edad de 18 años, sirviendo durante algunos años en el batallón de infantería. Fue el mejor tirador combatiente de su unidad en el año de su incorporación.
Antes de disputar una guerra con Zé Pequeno, Manuel Machado Rocha tuvo que ver como su novia era brutalmente violada por la banda de Zé Pequeño, después de rechazar su solicitud de noviazgo. Después del hecho, armado como un Justiciero, ingresó a uno de los lugares donde estaba el grupo de Zé Pequeño y disparó docenas de disparos, matando a dos y huyendo docenas de ellos. Después de que los disparos se extendieron rápidamente por todo el vecindario, un líder de narcotráfico que fue constantemente acosado por la pandilla de Zé Pequeno para entregar su boca de humo lo invitó a la pandilla, que se mostró reacio pero luego aceptó. Los hechos se mencionan en la película Ciudad de Dios.
En poco tiempo, Mané Galinha, siendo bien conocido, lidera a su grupo y ataca en barrios nobles y bancos para comprar armas y financiar a su grupo, atacando a la pandilla de Zé Pequeno en Cidade de Deus para tomar el control de las áreas del luego barrio y Fumadero del rival. El grupo comandado por Mané Galinha fue el primer grupo del crimen organizado en la ciudad en obtener ilegalmente armas de gran calibre (escopetas, ametralladoras y rifles). Hasta entonces, los bandidos solo habían usado revólveres.
Las características comunes entre el verdadero Mané Galinha y el de la película son el hecho de que la comunidad le gustaba, aunque era un bandido, en contraste con el miedo causado por su enemigo Zé Pequeno. Los contemporáneos del criminal afirman que Mané Galinha comenzó a tener problemas emocionales después de matar accidentalmente a una niña en la Ciudad de Dios después de un tiroteo.
El 22 de mayo de 1979, fue arrestado por agentes de policía del 32º Distrito de Policía de Jacarepaguá, cerca de Cidade de Deus, pero fue puesto en libertad por orden judicial.

## Asesinato
El 8 de septiembre de 1979, Zé Pequeño y su pandilla fueron a la residencia de Mané Galinha después de descubrir su dirección real. Al verlo, lo sorprendieron y lo acribillaron con balas frente a sus padres y hermanos menores, un hecho que inspiró la escena de la película Ciudad de Dios, donde su hermano es asesinado después de apuñalar a Zé Pequeno.
Después del asesinato de Mané Galinha, el criminal conocido como Aílton Batata, sucedió al liderazgo de la pandilla y prometió vengar la muerte de Mané Galinha en medio de la guerra contra Zé Pequeño y Luís Carlos de Oliveira Lelis (Bingo de Torneira).
El 8 de marzo de 1980, un integrante de la banda de Zé Pequeño, llamado Jorge Rodrigue Barbosa, conocido como Timbó (nacido en 1954), que dominaba la cuadra 13 (Triagem) del barrio, fue detenido por policías del Destacamento Policial Ostensivo de la PM de Ciudad de Dios tras denuncias anónimas. Confesó haber disparado dos tiros mortales en la cara de Mané Galinha y también admitió haber matado a otros dos criminales conocidos en ese momento, Gilson Guedes da Silva, el Indio, y Jairzinho. En su defensa, Timbó afirmó: "todos los que maté eran bandidos, si es necesario mato 20 o 30 más.

## Familia
Mané Galinha tenía padre, madre y hermanos menores, entre ellos  Gelson Machado Rocha(?-5 de marzo de 1980), quien intentó liderar el grupo anteriormente encabezado por su hermano (luego sucedido por Aílton Batata) y fue asesinado por Vanderley de Oliveira, conocido como Belei, tras prender fuego a su casa